# Carl Ellsworth
Carl Ellsworth (28 września 1972 w Louisville) – amerykański scenarzysta. 

## Filmografia

### Filmy
- Red Eye
- Niepokój
- Ostatni dom po lewej
- Czerwony świt
- Nieobliczalny